# Diemenomyia praetenuis
Diemenomyia praetenuis is een tweevleugelige uit de familie steltmuggen (Limoniidae). De soort komt voor in het Australaziatisch gebied.